# 유성체

유성체의 위치 변화에 따른 이름의 변화를 설명한 그림이다.

유성체(流星體, meteoroid)은 태양계에 존재하는 바위에서 모래 정도 크기의 작은 물체들이다. 1961년 개최된 국제천문연맹 총회에서 통과된 유성체의 정의는 “행성 사이의 우주 공간을 움직이는 소행성보다 꽤 작고, 원자나 분자보다 훨씬 큰 천체”이다.
유성체는 대부분 혜성에서 떨어져 나온 부스러기이며, 일부는 소행성에서 떨어져 나온 부스러기도 있다. 유성체는 혜성이 해에 가까이 올 때마다 방출되는데, 해에 접근한 혜성의 속도는 보통 수 십 km/s를 넘는다. 유성체들이 혜성에서 떨어져 나올 때, 방출 속도가 조금씩 다르고 혜성이 또한 자전하므로 유성체들의 속도 성분은 혜성의 속도와 약간씩 차이가 생기게 된다. 그러나 그 양은 혜성의 속도에 비해 아주 작다. 그러나 이 작은 속도 차이 때문에 유성체들은 대체로 혜성의 궤도를 따라 운동을 하되 약간씩 다른 궤도를 돌게 되어, 마침내 혜성에서 나온 유성체들은 혜성의 공전 궤도를 따라 띠를 형성하게 된다. 더군다나 한번 방출된 유성체는 주로 목성과 태양의 인력을 받게 되므로 띠는 점점 더 넓어지고 균질하게 된다. 이것을 유성체 흐름(meteoroid stream)이라고 한다. 지구가 유성체 흐름을 휩쓸고 지나갈 때 유성우가 일어난다.

## 유성체의 지구 낙하
행성의 대기권에 끌려들면 유성체는 마찰열에 의해 전체, 또는 일부가 증발한다. 이러한 유성체는 달의 표면에 빠른 속도로 충돌해 분화구를 만들기도 하고 지구의 대기권으로 떨어지기도 한다. 지구의 경우, 유성체는 지구 대기에 초속 20~80 킬로미터의 속도로 진입한다. 이때 유성체는 대기와의 마찰로 인하여 매우 큰 압력에 노출되고 열을 발산하면서 밝은 빛을 낸다. 이 과정에서 유성체 물질이 증발한 기체는 이온화되어 빛나게 된다. 이런 빛을 내는 현상을 유성이라 한다. 유성은 대기 중의 공기 저항으로 속도가 느려지게 되는데, 보통 지표면에 충돌하기 직전의 속도는 초속 60미터까지 감소되며 이를 종단속도(terminal velocity)라고 한다. 이처럼 증발하지 않고 지표면까지 도달하는 유성체의 잔해를 운석이라 한다.

## 같이 보기
- 유성
- 유성진
- 우주진
- 태양풍 분자